# Rebhuhn
Das Rebhuhn (Perdix perdix) ist eine Vogelart aus der Ordnung der Hühnervögel (Galliformes). Rebhühner bewohnen Steppen- und Heidelandschaften in weiten Teilen Europas und Asiens. Sie ernähren sich überwiegend von Sämereien, Wildkräutern und Getreidekörnern. Aus der Ferne wirken Rebhühner eintönig grau, was zu ihrer Tarnung beiträgt. Aus der Nähe ist der rötliche Kopf, der mit der grauen Färbung des Halses kontrastiert, gut erkennbar. Bei aufgerichteten Vögeln ist der dunkle hufeisenförmige Fleck auf dem vorderen Teil des Bauches gut sichtbar.

## Bestand
Während der weltweite Bestand von der IUCN als gesichert eingestuft wird, gilt der Bestand in Europa als stark gefährdet, da er seit 1970 in starkem Rückgang begriffen ist. Von 1980 bis 2016 sank der Bestand um 94 %. Dies wird insbesondere auf die Zerstörung intakter Lebensräume durch die Umwandlung der Agrarlandschaft in flurbereinigte und dann intensiv mit Großmaschinen bewirtschaftete Flächen zurückgeführt. Vom Naturschutzbund Deutschland wurde das Rebhuhn 1991 zum Vogel des Jahres gewählt, und der Deutsche Jagdverband erklärte das Jahr 2016 zum Jahr des Rebhuhns – jeweils vor allem, um auf die extrem kritische Lage aufmerksam zu machen.

## Beschreibung

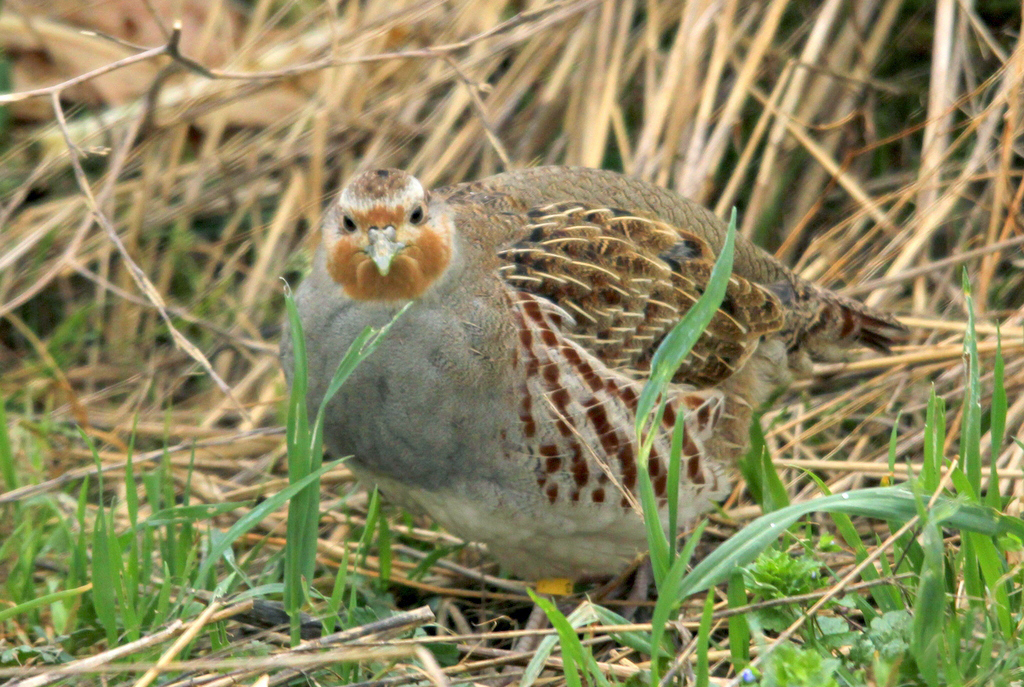
Rebhuhn, Irland

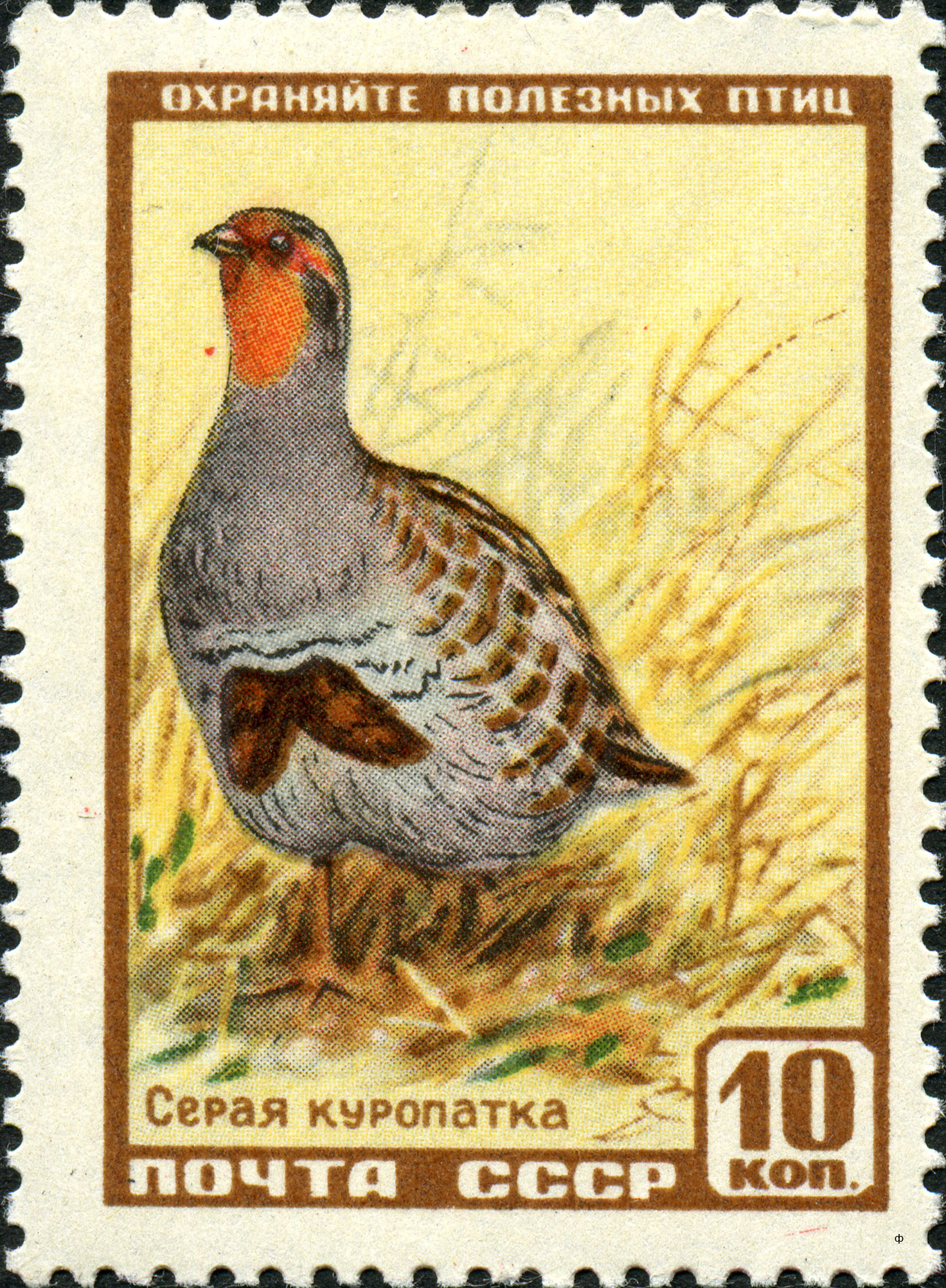
Rebhuhn, Russland

### Allgemeine Merkmale des Erscheinungsbildes
Das Rebhuhn ist wie alle Vertreter der Gattung von gedrungener Gestalt mit kurzen Beinen, kurzem runden Schwanz und kurzen runden Flügeln. Kennzeichnend sind der orangebraune Kopf, der hellgraue Vorderkörper und die rotbraune Seitenbänderung. Der Schwanz ist, mit Ausnahme der mittleren Steuerfedern, lebhaft rostrot. An der Unterbrustmitte befindet sich ein mehr oder weniger starker, bei Weibchen manchmal fehlender und oft sehr viel kleinerer, dunkelbrauner Fleck in Form eines Hufeisens. Im Frühjahr und Sommer trägt das Rebhuhn das Prachtkleid, im Herbst und Winter das Schlichtkleid. Der gerade Schnabel ist gelb und am Ansatz braun oder grau gefärbt. Rebhühner haben eine Körperlänge von etwa 30 Zentimetern, eine Flügellänge von 14,6 bis 16 Zentimetern und eine Schwanzlänge von 7,2 bis 8,5 Zentimetern. Männchen und Weibchen sind ähnlich groß; letztere sind jedoch etwas schwerer. Das Körpergewicht reicht bei Männchen von 290 bis 415 Gramm, bei Weibchen von 300 bis 475 Gramm.

### Prachtkleid
Das Rebhuhn weist einen im Prachtkleid deutlich ausgeprägten Geschlechtsdimorphismus auf. Das Männchen trägt orange bis rotbraunes Gefieder an der Stirn, den Kopfseiten sowie am Kinn und in den daran anschließenden Bereichen der Kehle. Die Ohrdeckel setzen sich in diesem Bereich dunkelbraun ab. Der Nacken und der Scheitel zeigen bis auf vereinzelte schwarze Federbasen eine gelblichbraune Färbung. Der obere Bereich des Halses und der vordere Teil des Rückens haben eine hellgraue Färbung mit einer feinen schwärzlichen Wellung. Der Hinterrücken, der Bürzel und die Oberschwanzdecken sind ebenfalls gräulich gefärbt, jedoch fehlt hier die feine schwarze Wellung. Die unteren Halsseiten und die Brust haben eine hellgraue Färbung mit einer gut sichtbaren schwarzen Wellung. Die Seiten der Brust und die Körperflanken sind durch kastanienbraune Binden gezeichnet. Im unteren Teil der Brust befindet sich ein hufeisenförmiger dunkelbrauner Fleck. Die mittleren Steuerfedern sind gelblichbraun, die anderen Steuernfedern kastanienbraun. Die Handschwingen und die Handdecken sind dunkelbraun mit scharf abgegrenzten gelblichen Schaftstrichen. Der Schnabel zeigt eine hornfarbene Färbung, die leicht ins Grünliche gehen kann. Die Iris ist bräunlich und der Augenring hellgrau bis weißlich gefärbt. Der Wachsring um die Augen (Rosenfeld) ist karminrot (danach der Name eines Schweizer Weines: Oeil de Perdrix).
Das Weibchen zeigt ein im Vergleich zum Männchen blasser gefärbtes, gelblich-rotbraunes Gesicht. Der Oberkopf des Weibchens ist durch breite, ovale Schaftflecken gekennzeichnet, die weißlich bis gräulich eingefasst sind. Die Ohrdecken weisen eine schwarzbraune Färbung auf, die mit feinen weißlichen Strichen durchsetzt ist. Der obere Halsbereich und die gesamte Oberseite sind braun mit unregelmäßig verteilten, gelblichen Schaftstrichen und -flecken. Stellenweise ist auch eine gelblichbraune Querbänderung vorhanden. Die Brust und der Bauch sind ähnlich wie beim Männchen gefärbt, jedoch mit einem gelblichen Anflug. Manchmal findet sich ein kleiner, hufeisenförmiger Fleck im Brustbereich. Die mittleren Steuerfedern sind wie beim Männchen gelblichbraun, die anderen Steuernfedern kastanienbraun. Die Handschwingen und die Handdecken zeigen eine dunkelbraune Färbung mit scharf abgegrenzten, gelblichen Schaftstrichen.

### Schlichtkleid
Im außerhalb der Brutzeit getragenen Schlichtkleid sind die Halsfedern bei den Männchen hellbraun gefärbt mit sehr hellen Schaftstreifen. Bei den Weibchen zeigen sich in diesem Bereich schwarze Muster und tropfenartige Flecken mit weißlicher oder schwärzlicher Umrandung. Als sicheres Unterscheidungsmerkmal des Hahns von der Henne ist die Zeichnung der Deckfedern der Schultern geeignet. Lediglich das Weibchen hat Querstreifen auf den Schulterfedern. Auch an der Zeichnung der Kopfoberseite sind sie zu unterscheiden: Während das Männchen Striche zeigt, finden sich beim Weibchen Tupfen. Auf größere Entfernung ist der Hahn von der Henne mit bloßem Auge an keinem Merkmal sicher zu unterscheiden. Bei guten Lichtverhältnissen und mit optischen Hilfsmitteln kann das Männchen am grauen Hals, der intensiv orangen Kopffärbung sowie der fehlenden Umrandung derselben erkannt werden.

### Jungvögel und Nestlinge
Das unscheinbar gelbbraune Gefieder der Jungvögel ähnelt dem Schlichtkleid der Altvögel. Die Kehle bei jungen Männchen ist weißlich und kann einen leicht gelblichbraunen Anflug zeigen. Die Brust und die Flanken sind gelblichbraun. Bei einzelnen Federn ist eine weißliche und bräunliche Säumung vorhanden. Die zentralen Teile der Bauchseite sind weiß, die Unterschwanzdecken gelblichbraun. Die Färbung der Steuerfedern ähnelt der von adulten Vögeln. Hand- und Armschwingen haben eine auffällige weißliche, aus Binden bestehende Zeichnung. Bei juvenilen Weibchen ist deutlich die schwärzliche Kopfplatte zu erkennen, die mit feinen braunen Schaftstrichen durchsetzt ist. Die Kopfseiten zeigen eine dunkelbraune Färbung, die Schäfte sind weiß gezeichnet. Das Daunengefieder der Nestlinge ist auf der Unterseite leicht gelblich bis cremefarben. Die Kopfseiten und der Kehlbereich haben eine überwiegend gelbliche Färbung, der Scheitel eine rostfarbene Färbung mit schwärzlichen Längsstreifen. Im Gesichtsfeld sowie an den Halsseiten und im Nacken sind deutlich feine dunkle Punkte zu erkennen. Der gesamte Rücken ist dunkelbraun, die Flanken eher rotbraun.

### Ähnliche Arten
Das Rebhuhn ist in Größe und Aussehen dem Rothuhn, dem Alpensteinhuhn und dem Chukarhuhn ähnlich. Das Rothuhn ist größer und einfarbiger. Das Gesicht zeigt einen weißen Kehlfleck, und die Schwingen haben gefingerte Spitzen. Das Alpensteinhuhn weist dieselben Unterscheidungsmerkmale wie das Rothuhn auf, der weiße Kehlfleck ist jedoch schwarz umrandet. Beim Alpensteinhuhn ist ein klar abgesetzter rahmfarbener Kehlfleck sichtbar. Das Rebhuhn unterscheidet sich von der Wachtel durch seine Größe, sein Gewicht, die Färbung und den Schnabel. Die Wachtel ist etwa 10 cm kleiner und mit etwa 90 bis 110 Gramm erheblich leichter als das Rebhuhn. Es ist sand- bis orangebraun gefärbt und der Schnabel ist klein und gebogen.

### Fortbewegung und Stimme
Das Rebhuhn bewegt sich meist schreitend vorwärts. Es kann jedoch auch sehr schnell rennen. Bei Gefahr drückt es sich flach an den Boden. Das Rebhuhn fliegt unter lautem Flügelburren auf; der Flug mit hastigen Flügelschlägen erfolgt meist niedrig über dem Boden, mit längeren dazwischengeschalteten Gleitstrecken, bei denen die Flügel stets nach unten gebogen sind.
Der Revierruf des Männchens äußert sich in einem knarrenden „kirreck“ oder „kerrrick“. Dieser von Individuum zu Individuum leicht unterschiedliche Ruf wird gelegentlich mit dem Knarren einer rostigen Türangel verglichen. Aus größerer Entfernung klingt er allerdings weicher und melodischer. Der Revierruf ist überwiegend im Spätwinter und im Frühjahr zu hören. Die Hähne rufen vor allem am Morgen und am Abend und sind auch noch nach Einbruch der Dunkelheit zu hören.
Von auffliegenden Rebhühnern ist ein hohes „kerr-ititit“, „gijig gig …“ oder ähnliche Ruffolgen zu hören. Charakteristisch ist ihr allmähliches Leiserwerden. Verlassene Küken geben ein klägliches Piepsen von sich, das ansteigt und lauter wird.

## Verbreitung und Lebensraum

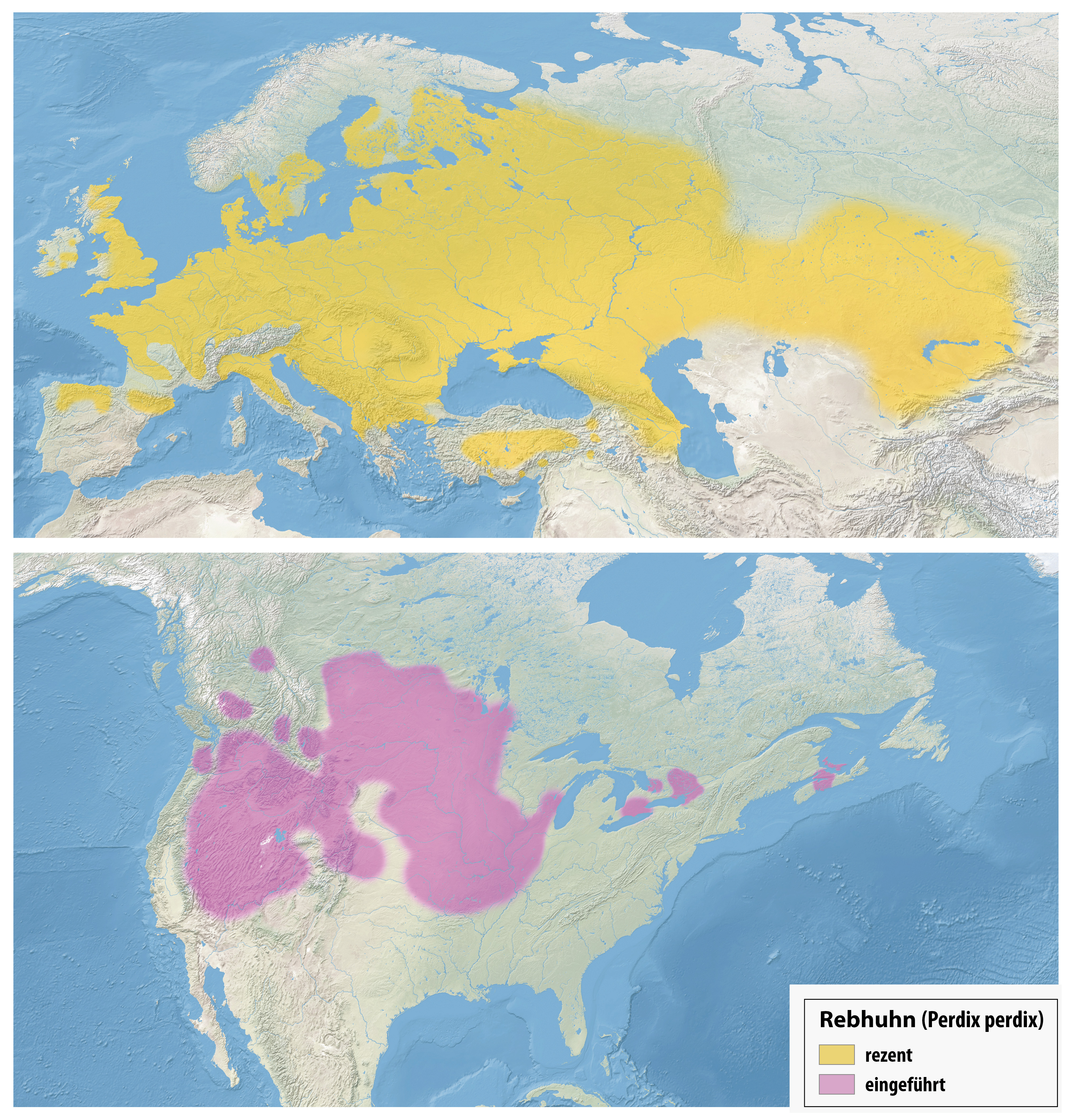
Verbreitung des Rebhuhns

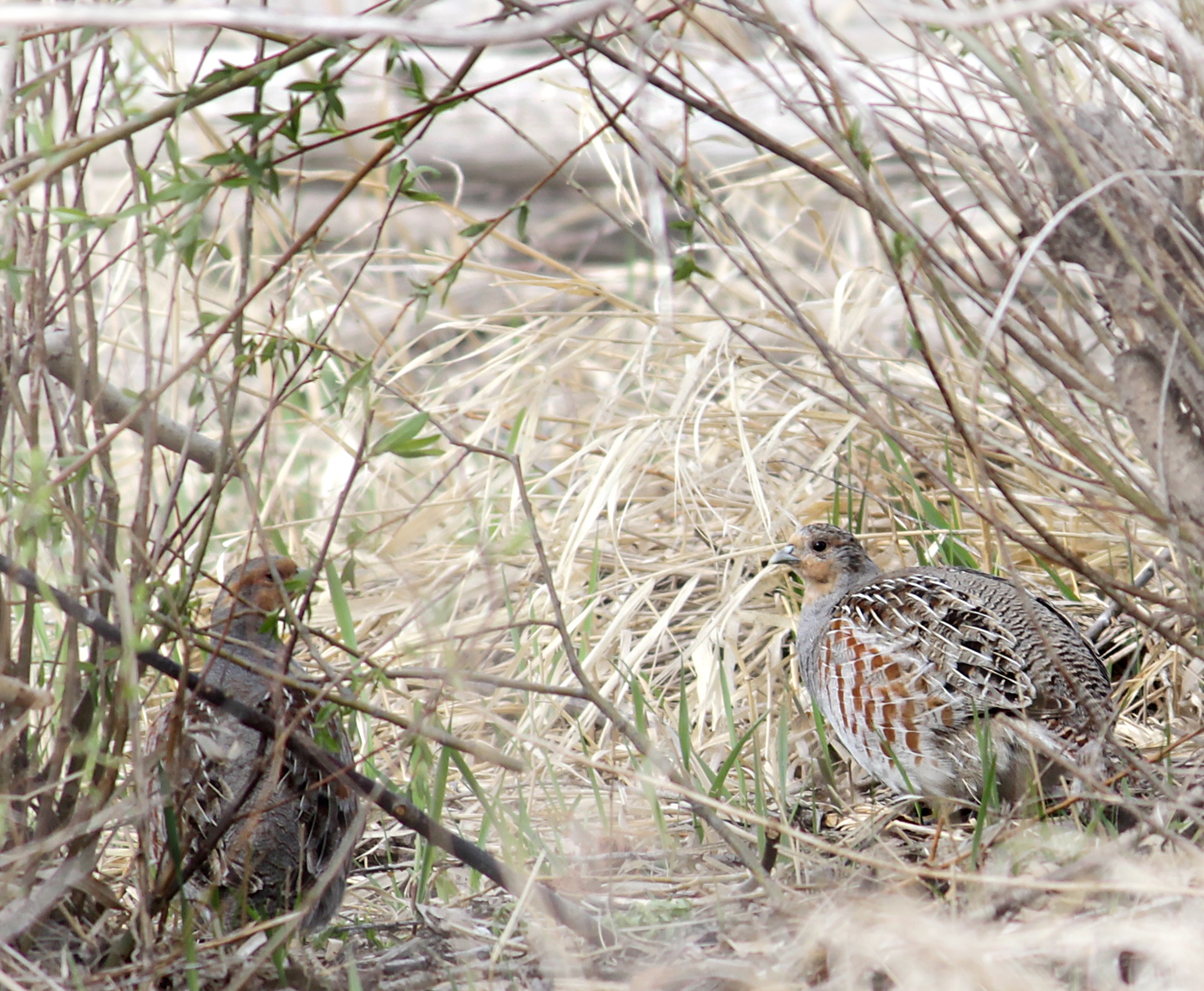
Das Rebhuhn ist ein Neozoon in Amerika, hier North Dakota, USA

Das Rebhuhn besiedelt als Standvogel weite Teile Europas und Asiens. Das Verbreitungsgebiet erstreckt sich von den britischen Inseln über Mitteleuropa bis in den Südwesten und Südosten Europas sowie im Osten bis nach Westsibirien, Turkestan, Pakistan und dem nördlichen Iran. Es fehlt im größten Teil Skandinaviens und Spaniens und auf vielen Mittelmeerinseln. Endemische Unterarten finden sich dennoch insbesondere auf der Iberischen Halbinsel und in Italien. Das Rebhuhn ist in Nordamerika zu Jagdzwecken eingebürgert worden und besiedelt mittlerweile insbesondere die nördlichen Prärien der USA und des südlichen Kanada. Weiterhin wurde es in Südskandinavien und Neuseeland vom Menschen eingeführt.
Das Rebhuhn lebt hauptsächlich in tieferen Lagen unterhalb von 600 m, es ist aber auch in höheren Lagen der Mittelgebirge und Alpentäler zu finden. Die ursprünglichen Verbreitungsgebiete waren Steppen, insbesondere Baum- und Strauchsteppen. Aufgrund ihrer hohen Anpassungsfähigkeit leben Rebhühner als Kulturfolger in Heiden sowie auf Acker-, Grün- und Brachland, Staudenfluren und in reich strukturierten Mischgebieten. In wärmeren Gebieten mit fruchtbaren Böden werden die größten Bestandsdichten erreicht. Optimale Lebensräume sind durch wechselnde Mehrfruchtnutzung in der Landwirtschaft mit Hecken, Büschen, Feld- und Wegrainen gekennzeichnet, bieten kleinräumig gegliederte Parzellen und weisen wenig Waldanteil auf. Notwendige Deckung verschafft ein hoher Grenzlinienanteil, so dass die Brutpaardichte dort heute bis zu 10 Brutpaare auf 100 Hektar betragen kann. Grenzlinien zeichnen sich durch viele Heckenstreifen und damit viel Deckung aus. Stoppelfelder und Brachflächen sind als Ruhe- und Nahrungsplätze sehr beliebt. Deutlich bevorzugt werden Gebiete mit schneearmen Wintern. Optimale Bedingungen bieten Hackfruchtfelder (Kartoffeln, Rüben, Kohl), da unter den großblättrigen Pflanzen ein guter Schutz vor Wetterunbilden und Luftfeinden gegeben ist. Die rohen Böden zwischen den Pflanzen erwärmen sich schnell und trocknen schnell ab, so dass Staubbäder und eine schnelle Flucht möglich sind.

## Ernährung
Das Rebhuhn ernährt sich überwiegend von Sämereien, Wildkräutern und Getreidekörnern. Es frisst auch grüne Pflanzenteile wie Klee- und Luzerneblätter, Grasspitzen und verschiedene Knöterich- und Wegericharten. Manchmal nimmt es auch Insekten, deren Larven und anderes Kleingetier zu sich. Hin und wieder werden auch reife Früchte und verschiedene Beeren gefressen. Zur Förderung der Verdauung im Magen nimmt es kleine Quarzkörner („Magensteine“) auf.
Der Anteil pflanzlicher Nahrung liegt bei adulten Rebhühnern bei jeweils 30 Prozent an Grünpflanzenanteilen, Wildkräutern und Getreide (Weizen, Gerste, Hafer und Roggen). Die restlichen 10 Prozent werden durch tierische Nahrung abgedeckt. Vor allem Weibchen nehmen während der Brutzeit vermehrt tierische Nahrung zu sich, meist Ameisen, Käfer, Schmetterlingsraupen und Blattläuse. Der Nahrungsbedarf adulter Rebhühner liegt bei 50 bis 80 Gramm pro Tag. Der Wasserbedarf wird über die Nahrung gedeckt.

## Verhalten

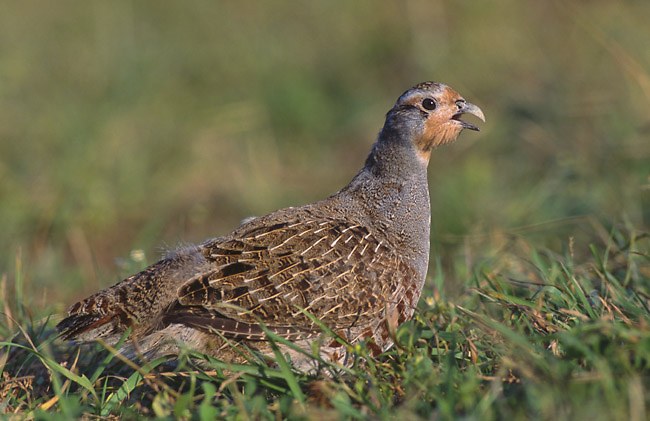
Rufendes Rebhuhn

Das Rebhuhn ist überwiegend in der Dämmerung und am Tage aktiv. Den größten Teil des Jahres ist es nicht territorial. Während der Brutzeit beansprucht es ein (jedoch relativ kleines) Streifareal ohne feste Grenzen, welche sich ständig verschieben. Das Rebhuhn bleibt in der Regel seinem Brutgebiet sehr standorttreu und verlässt dieses auch im Winter nicht, sofern das Nahrungsangebot und die Deckungsmöglichkeiten dies zulassen. In sehr strengen Wintern kommt es zur Winterflucht über größere Strecken in südliche oder westliche Richtungen. Phasen der Aktivität und Ruhe wechseln regelmäßig miteinander ab. Die Zeit, die benötigt wird, den Kropf zu füllen oder dessen Inhalt zu verdauen, setzt selbige fest. Am Tag wird der Kropf etwa zwei- bis dreimal gefüllt. Einen wichtigen Bestandteil des Komfortverhaltens stellt regelmäßiges Sand- und Staubbaden dar.
Im Laufe des Jahres wird durch den regelmäßigen Wechsel der sozialen Formen innerartlicher Stress ausgelöst, bis sich die entsprechend passende Sozialform wie Paar, Familie, Kette, Volk gefestigt hat. Jede Phase tritt auffällig durch heftige Auseinandersetzungen mit Drohen, Jagen und Kämpfen in Erscheinung. Den wärmeren Teil des Jahres sind Rebhühner entweder Einzelgänger, oder sie halten als einzelnes Paar fest zusammen; in der kälteren Jahreszeit können sie sich zu kleineren und größeren Wintergruppen zusammenfinden.
Während der Brutzeit sind die Paare jeweils vom anderen Partner abhängig, da sie in einem abgesteckten Territorium möglichst Distanz zu anderen Familien halten. Im Spätsommer und Herbst löst sich insoweit die Territorialität auf, als dass Rebhühner auch kleine Familienverbände mit 5 bis 15 Vögeln bilden, bestehend aus den Altvögeln und den ausgewachsenen Jungvögeln. In der Jägersprache wird eine solche Gruppe als „Kette“ bezeichnet. Treffen zwei Ketten während des Sommers aufeinander, kommt es zu heftigen Auseinandersetzungen. Einzelne Familien können unter dem Eindruck der Winterbedingungen ihre Isolation aufgeben und sich vorübergehend zu größeren Gruppen mit bis zu 25 Vögeln zusammenschließen, die zusammen auf Nahrungssuche gehen. In der Jägersprache wird eine solche größere Gruppe als „Volk“ bezeichnet. In den meisten Verbreitungsgebieten sind diese von Mitte November bis höchstens Februar/März zu beobachten. Bei beiden Gruppenformen gibt es nur einen losen Zusammenhalt, der keine Hierarchie erkennen lässt. Während des Winters sind selten Streitereien oder Kämpfe zu beobachten.
Gegen Ende des Winters sondern sich Paare aus dem Volk ab, um sich erneut zu vereinen oder um sich als Paar neu zu finden. Der Prozess der Paarbildung wird durch die zunehmende Unverträglichkeit gleichgeschlechtlicher Vögel eingeleitet, deren sich entwickelnde Aggressivität oft in heftigen Kämpfen endet. In der Drohhaltung richtet sich das Rebhuhn hoch auf, vergrößert seine Kontur und stellt den dunklen Hufeisenfleck auf der Brust zur Schau. Wenn die Vögel im Frühjahr wieder einen Partner für die Brut suchen, erreicht die Rivalität unter den Hähnen ihren Höhepunkt. Einzelne Männchen versuchen vor allem, paarungsbereite Weibchen aus anderen Gruppen anzulocken. Die Kämpfe setzen sich aus Verfolgungsrennen, Flügelschlägen und Bissen zusammen. Nur die Verfolgungsrennen haben als Drohgebärde einen ritualisierten Charakter mit gestrecktem Hals und geschwellter Brust.

## Brutbiologie
Das Rebhuhn erreicht die Geschlechtsreife gegen Ende des ersten Lebensjahres. Zu diesem Zeitpunkt erfolgt in der Regel auch die erste Verpaarung. Das Rebhuhn führt eine monogame Brutehe. Diese beschränkt sich in der Regel auf eine Jahresbrut, bei frühem Gelegeverlust ist jedoch ein Nachgelege möglich. Die Legezeit liegt in den meisten Verbreitungsgebieten zwischen Mitte/Ende April und Anfang/Mitte Mai.

### Paarbildung und Balz
Die Paarungszeit setzt direkt nach der Schneeschmelze ein. Die Paarbildung erfolgt in der Regel eher selten zwischen Individuen derselben Kette. Signifikant häufiger wirbt ein Männchen einer anderen Gruppe ein Weibchen ab. Oft finden auch Paare wieder zusammen, die sich bereits im Vorjahr gefunden hatten. Die Balzaktivitäten zeigen offensichtliche Unterschiede, je nachdem, ob sich ein Paar bereits aus dem Vorjahr kennt oder nicht. Miteinander bekannte Vögel zeigen lediglich eine rudimentär ausgeprägte Balz.
Das Abwerben eines Weibchens aus einer fremden Gruppe führt unter Hähnen fast immer zu heftigen Kommentkämpfen. Dabei fügen sich die Rivalen aber nur selten größere Verletzungen zu und noch seltener treten Todesfälle auf. Zum Balzen richtet sich das Männchen auf, reckt seinen Kopf in die Höhe und präsentiert mit leicht hängenden Flügeln einem Weibchen den hufeisenförmigen Brustfleck. In dieser Haltung schleicht es um die Umworbene und versucht, sie auf seine Seite zu ziehen. Bei Gefallen zeigt die Henne nach einiger Zeit ein ähnliches Verhalten. Schließlich reiben die beiden ihre Schnäbel aneinander und berühren mit dem Kopf die Flanken des Balzpartners. Zum Schluss putzen beide ihr Gefieder gründlich und gehen anschließend zusammen auf Nahrungssuche. Die Kopulation findet später statt.

### Nestbau und Brutpflege

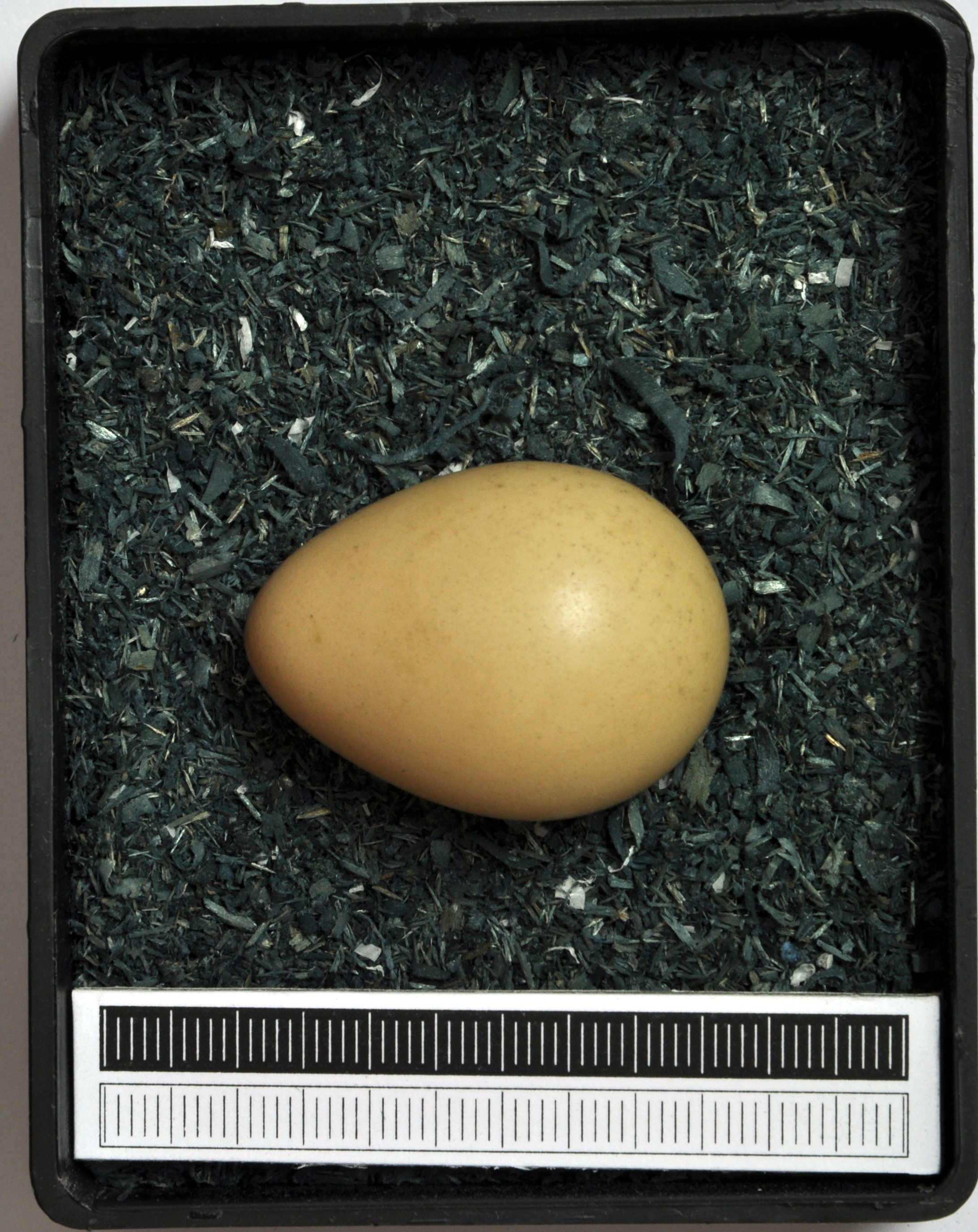
Ei (Sammlung Museum Wiesbaden)

Erst unmittelbar vor der Eiablage wird allein von der Henne ein adäquater Nistplatz ausgewählt. Rebhühner sind reine Bodenbrüter, die ihr Nest an einem Deckung bietenden Platz mit ausreichendem Sichtschutz, meist inmitten dichter Vegetation, anlegen. Die Tarnung wird zudem durch die Färbung des Federkleides unterstützt. Bevorzugt angenommen werden Feldraine, Weg- und Grabenränder, Hecken sowie Gehölz- und Waldränder. Das Weibchen kleidet die flache Bodenmulde sorgsam mit weichen Pflanzenteilen aus.
In den meisten Verbreitungsgebieten erfolgt die Eiablage von Mitte April bis Juli, vor allem jedoch im Mai. Das Weibchen legt in eintägigen Abständen in der Regel zwischen 10 und 20 Eier, manchmal auch nur 8 oder aber bis zu 24. Die spindelförmigen bis kurzovalen, glatten Eier sind einfarbig (blass-)olivbraun bis bräunlichgrau und glänzen manchmal leicht. Sie sind etwa 3,5 mal 2,7 Zentimeter groß und etwa 13 Gramm schwer.
Erst nachdem das Gelege vollständig ist, also das letzte Ei gelegt ist, beginnt das Weibchen allein die Eier etwa 24 bis 25 Tage lang zu bebrüten. Währenddessen verteidigt das Männchen energisch das Brutareal. Kommt jedoch ein Eindringling dem Nistplatz auf wenige Meter nahe, fliegt das Weibchen heftig auf und verschreckt dadurch oft die auf Eiersuche befindlichen Feinde. Auch gegen Fleischfresser verteidigt sich das Weibchen selbst. Da es während der Brut durch das Männchen weder versorgt noch abgelöst wird, verlässt das Weibchen zur Nahrungsaufnahme und zum Koten für kurze Zeit das Gelege, welches es dann zur Tarnung mit Vegetation abdeckt.

### Entwicklung der Jungvögel
Der Schlupf aller Küken erfolgt über einen Zeitraum von nur ein bis zwei Tagen; das Schlupfgewicht liegt bei sieben bis acht Gramm. Als Nestflüchter verlassen sie das Nest gleich nach dem Trockenwerden und folgen den Altvögeln, die sie führen. Die Jungvögel ernähren sich bereits vom zweiten Lebenstag an selbständig, in den ersten Lebenswochen fast ausschließlich von Spinnentieren, Insekten und deren Larven, also z. B. von Ameisen, kleinen Käfern, Schmetterlingsraupen, Blattläusen und anderem Kleingetier. Ab der dritten Lebenswoche nehmen sie zusätzlich auch Pflanzensamen und Getreidekörner auf und gehen langsam über zu überwiegend pflanzlicher Nahrung, deren Anteil nach etwa zwei Monaten bereits bei 85 Prozent liegt. In den ersten drei Wochen kann kühles Wetter zu einer hohen Verlustrate führen, da die Jungvögel schnell unterkühlen und ermatten, so dass sie anfällig für Krankheiten werden.
Während der Brut und während sie Jungvögel führen, versuchen die Altvögel meist, potentielle Feinde zu verschrecken oder vom Gelege wegzulocken. Im Falle des „Verleitens“ täuscht ein Altvogel einen verletzten Flügel durch dessen Hängenlassen vor, so dass dem Angreifer eine leichte Beute angezeigt werden soll. Der Feind wird darauf aufmerksam und dadurch vom Gelege abgelenkt.
Das Rebhuhn wird im Alter von etwa 13 bis 15 Tagen flugfähig. Durch Erfahrung lernt es rasch, seine Feinde zu unterscheiden. Im Alter von etwa fünf Wochen sind die Jungvögel selbständig. Bis in den Winter bleiben sie im Familienverband und siedeln sich schließlich in der näheren Umgebung an.

## Prädatoren und Lebenserwartung

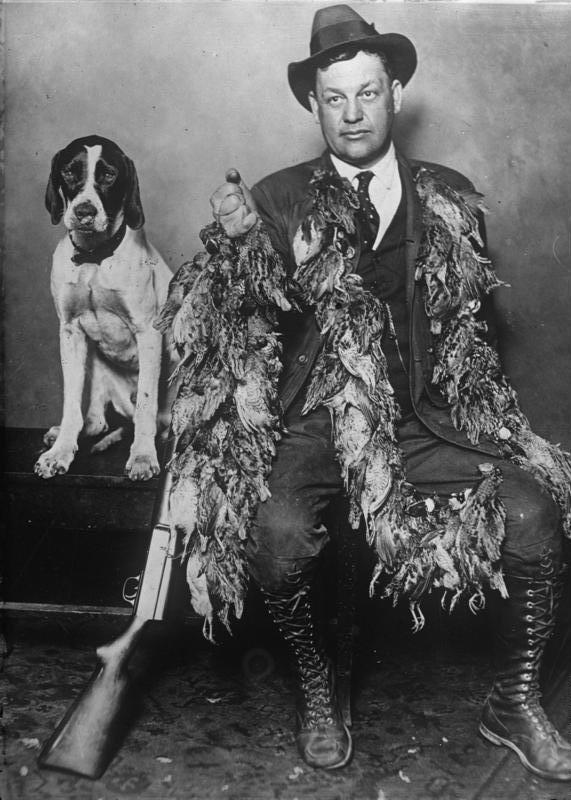
Jäger mit 80 erlegten Rebhühnern, 1929

Da Rebhühner Bodenvögel sind, stehen ihnen eine Reihe von fleischfressenden Prädatoren gegenüber. Adulte Vögel werden häufig von Rotfüchsen (Vulpes vulpes) und von größeren Vertretern der Falkenartigen (Falconiformes) gerissen. Gelege und Brut werden nicht selten zur Beute von Raben und Krähen, Mardern, Wildkatzen (Felis silvestris) und verwilderten Hauskatzen (Felis catus). Greifvögel, insbesondere Sperber (Accipiter nisus), Habichte (Accipiter gentilis) und Bussarde schlagen die Jungvögel. Häufige Nesträuber des Rebhuhns sind Wiesel, Wildschweine (Sus scrofa), Europäische Dachse (Meles meles), Igel und Wanderratten (Rattus norvegicus). In der letzten Zeit stellen auch Neozoen wie Waschbären und Marderhunde (Nyctereutes procyonoides) den Rebhühnern nach. Das Rebhuhn kann den meisten Fleischfressern außer Tarnung und Flucht nur wenig entgegensetzen.
Widrige Wetterbedingungen können erheblichen Einfluss auf den regionalen Bestand an Rebhühnern haben. Besonders negativ wirken sich schneereiche Winter sowie lange und weite Gebiete erfassende Dürreperioden im Sommer aus. Nasskaltes Wetter während der Schlupfperiode kann zu einer 80- bis 100%igen Sterblichkeit der Küken führen.
Im ersten Lebensjahr ist die Mortalität besonders hoch. Einjährige Vögel in Freiheit haben eine Lebenserwartung von zwei bis drei Jahren. Etwa 30 Prozent der Vögel werden zwei Jahre alt, mehr als 60 Prozent sterben vor dem Vollenden des ersten Lebensjahrs und sind demzufolge maximal an einer Brutperiode beteiligt. In Gehegehaltung kann die Lebenserwartung bei etwa sechs bis sieben Jahren liegen.

## Bestand und Gefährdung

### Bestandsentwicklung

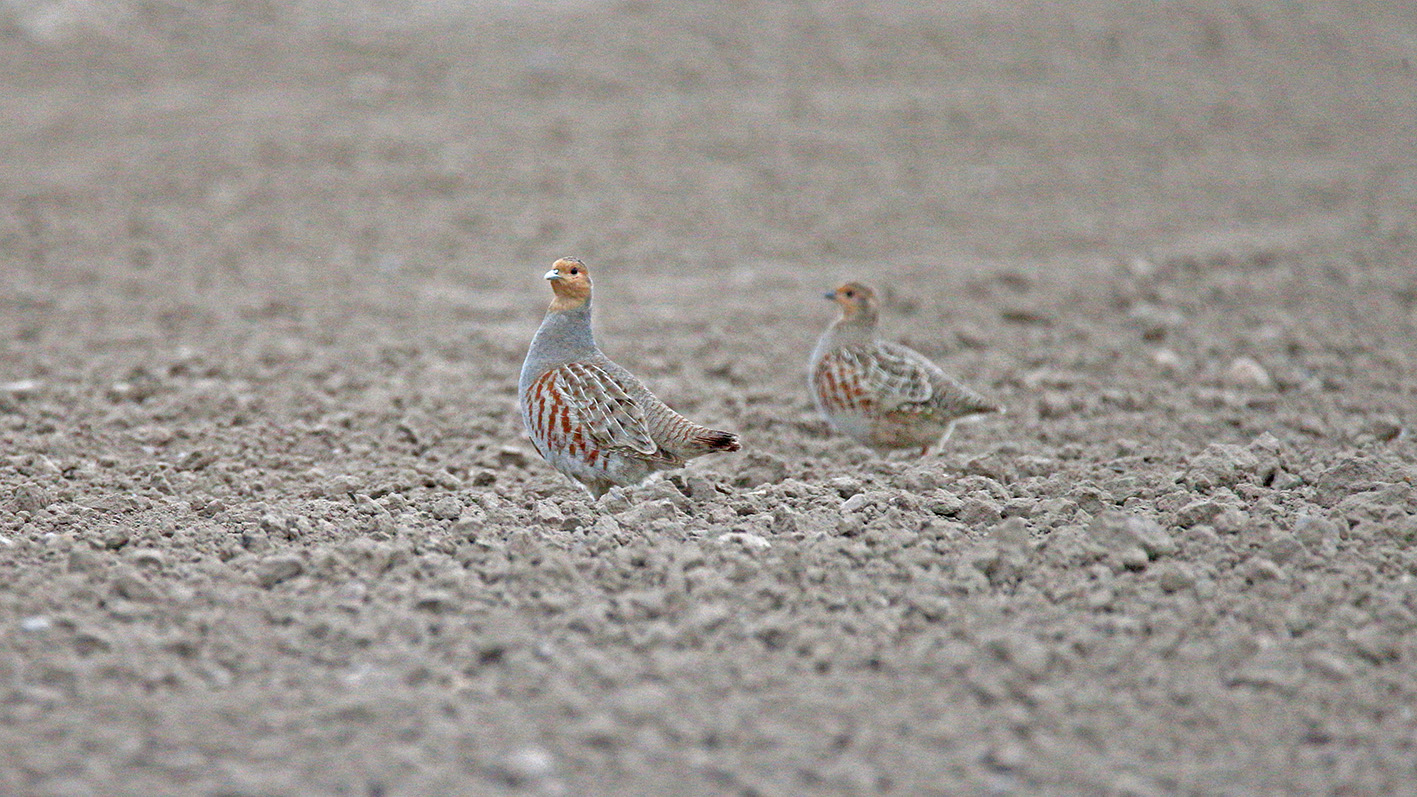
Rebhühner in Südmecklenburg

Das Rebhuhn hat ein großes Verbreitungsgebiet. Die Ausdehnung wird auf 10.000.000 km² geschätzt. Der große weltweite Bestand umfasst der IUCN zufolge etwa 5.000.000 bis 10.000.000 Individuen. Daher wird die Art als „nicht gefährdet“ (LC least concern) eingestuft.
Die europäische Brutpopulation macht weniger als die Hälfte der weltweiten Verbreitung aus. Sie wird auf etwa 1.600.000 Paare geschätzt. Zwischen 1970 und 1990 ging die Population stark zurück. Während sie zwischen 1990 und 2000 in vielen östlichen Ländern stabil war oder sogar zunahm, setzte sich die Abnahme des Bestands im Großteil West- und Zentraleuropas, insbesondere in Frankreich, der Schweiz und Polen, fort. Da die europäische Population zwischen 1980 und 2015 einen Rückgang von mehr als 90 Prozent zu verzeichnen hat, wird das Rebhuhn von der IUCN dort konsequenterweise als „gefährdet“ (VU vulnerable) eingestuft. Das macht das Rebhuhn zum traurigen Rekordhalter und zum Schutzobjekt Nummer eins der Jäger in ihren Revieren. Der Bestand schwankt stark, da die Population im Winter um 70 bis 80 Prozent zurückgeht.
In Deutschland wird das Rebhuhn in der Roten Liste als „stark gefährdet“  (EN endangered) eingestuft. Hier ist das Rebhuhn auf einen Rest von vermutlich nicht mehr als 50.000 Brutpaaren geschrumpft. Das Rebhuhn hat vor allem im westeuropäischen Raum seit Anfang der 1970er Jahre drastische Bestandseinbußen erlitten. Hauptursache für den Bestandsrückgang ist die stetige Intensivierung und Technisierung der Landwirtschaft. Besonders aus dem Anbau der Monokultur Energiemais, der allein in Deutschland 2,3 Millionen Hektar ausmacht, resultieren dramatische Folgen für die Artenvielfalt.
In Hessen beispielsweise wird der Bestand auf 5000 bis 10.000 Brutpaare geschätzt, und der Trend in 25 Jahren wird mit einer Bestandsabnahme von mehr als 50 Prozent veranschlagt. Bis etwa 1960 war das Rebhuhn im Rhein-Main-Gebiet sehr weit verbreitet. Noch bis Ende der 1950er-/Anfang der 1960er-Jahre fand sich im Kreis Offenbach ein guter Bestand. Ab 1970 war dieser jedoch deutlich rückläufig. Eine Zuwachsrate von drei Vögeln pro Brutpaar ist bereits als überdurchschnittlich anzusehen. Da zudem die Verluste im Winterhalbjahr bis zu 30 Prozent des Besatzes betragen, ist ein beständiger Schwund zu verzeichnen, selbst bei völliger jagdlicher Schonung, unter Beibehaltung der landwirtschaftlichen Anbaumethoden und Flurgliederungen. Nur in besonders hervorragenden Aufzuchtjahren kann eine kurzfristige Bestandserholung eintreten.
Als weiteres Beispiel ist der Rebhuhnbestand in Sachsen innerhalb von nur zehn Jahren (1995 bis 2005) um fast 90 Prozent zurückgegangen. Viele Feldlandschaften in Sachsen, in denen das Rebhuhn vor 1990 noch häufig war, sind mittlerweile rebhuhnfrei geworden.
Ende des 19. Jahrhunderts hieß es in Brehms Thierleben: „Das Rebhuhn bewohnt den größten Teil von Europa. Es hat sich hier aus dem Süden immer mehr nach Norden ausgebreitet und ist in Skandinavien und Russland anscheinend immer noch in diesem nördlich gerichteten Vordringen begriffen. Ebenen zieht es unter allen Umständen den Gebirgen vor. Zu seinem Wohlbefinden beansprucht es gut angebaute, wechselreiche Gegenden; es siedelt sich zwar im Felde an, bedarf aber Buschdickicht zu seinem Schutz. Den Wald meidet es, nicht aber seine Vorgehölze.“
In Österreich wird der Vogel in der Roten Liste als „stark gefährdet“ (EN endangered) eingestuft. Der Bestand im Land wurde 2003 noch auf bis zu 15.000 Individuen geschätzt. Untersuchungen von 2008 weisen jedoch auf einen Zuwachs auf 6.000 bis 12.000 Brutpaare hin. In Kärnten liegt der Bestand demnach bei 30 bis 40 Brutpaaren. Nimmt man die Jagdstatistik zur Grundlage, scheint das Burgenland mit Abstand die größte Population zu besitzen. Der jährliche Abschuss in diesem Bundesland lag 2010 bei über 6000 Rebhühnern, 2015 waren es 2700, das entspricht 76 % der österreichischen Jagdstrecke und übertrifft die der gesamten Bundesrepublik Deutschland (2.683). Im Jahr 2020 wurden in Niederösterreich, dem flächenmäßig größten Bundesland Österreichs, 588 Rebhühner erlegt.
In der Schweiz wird das Rebhuhn in der Roten Liste als „vom Aussterben bedroht“ (CR critically endangered) aufgeführt und gilt seit 2019 als ausgestorben. Der Bestand von mehr als 10.000 Vögeln in den 1960er-Jahren in Schweizer Ackerbaugebieten ist aber trotz Unterschutzstellung seit 1988 erloschen. Im gesamten Land gab es 2008 weniger als 12 Brutpaare. Seit 1972 gibt es bisher relativ erfolglose Wiederansiedlungsversuche in den Kantonen Genf (Champagne genevoise) und Schaffhausen (Klettgau). Seit 1991 lief das Schutzprogramm unter Federführung der Vogelwarte im Auftrag des Bundesamts für Umwelt (BAFU). Es wurden Lebensräume wieder hergestellt mit Buntbrachen, Hecken und extensiven Wiesen. Ab 1998 wurden im Klettgau gezüchtete Rebhühner freigelassen. Von 2002 bis 2004 gab es einen Bestand von 15–20 Paaren. Nach einem v. a. witterungsbedingten Zusammenbruch der Population wurden die Aussetzungen im Klettgau 2008 eingestellt. In der Champagne genevoise setzte die Vogelwarte von 2008 bis 2012 im Herbst durchschnittlich 500 Rebhühner aus. Der Brutbestand nahm bis auf 60 Paare 2012 zu. Doch der Bestand brach wieder zusammen. Der Misserfolg wurde auf die Kleinräumigkeit des Projektgebiets von nur mehrere Quadratkilometern Fläche und die hohe Prädatorendichte zurückgeführt. Die letzte Beobachtung von Rebhühnern gelang 2016, mit der Saison 2019/2020 gilt das Rebhuhn als in der Schweiz jedoch als ausgestorben. Rücksichtslose Jagd, intensive Landwirtschaft und zu spät eingeleitete Schutzmaßnahmen sind die Hauptfaktoren für die Ausrottung des Rebhuhns in der Schweiz.

### Gefährdung und Schutz

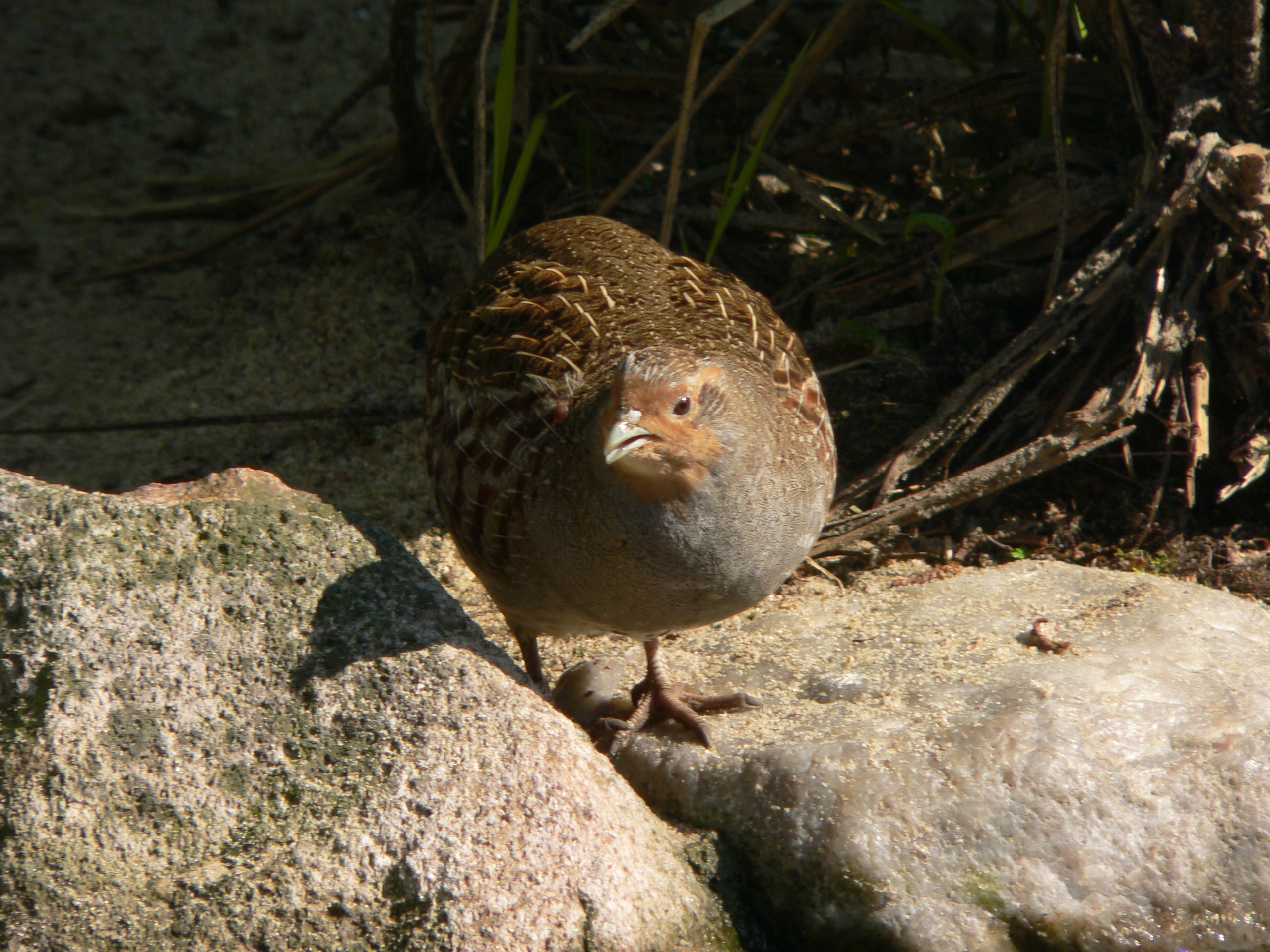
Rebhuhn im Schutz der Vegetation

In optimalen Habitaten betrug die Siedlungsdichte früher noch bis zu 120 Paare auf 100 Hektar. Heute werden auf den flurbereinigten, intensiv mit Großmaschinen bewirtschafteten Flächen noch Dichten von einem Brutpaar pro 100 Hektar erreicht. Daher ist das Rebhuhn bereits in vielen Gegenden ausgestorben. In kalten Wintern und in nasskalten Frühjahrsmonaten weisen Rebhühner eine erhöhte Mortalitätsrate auf. Im Gegensatz zu Altvögeln suchen Jungvögel bei dieser Wetterlage keinen Schutz unter dichter Vegetation, so dass insbesondere Dauerregen regelmäßig zur Durchnässung und somit zur Unterkühlung führt, welche meist mit dem Tode endet. Neben Witterungseinflüssen und Nahrungsmangel stellt auch der Verlust durch natürliche Feinde eine Verlustursache dar.
Zudem stellen der zunehmende Gebrauch von Pflanzenschutzmitteln und anderen Pestiziden in der maschinellen Landwirtschaft eine wachsende Gefährdung dar. Selbst in Vogelschutzgebieten werden Pestizide legal eingesetzt, wie z. B. in der Moritzburger Kleinkuppenlandschaft. Dort ist das Rebhuhn bereits seit 2008 verschwunden. Großflächiger Pestizideinsatz unter Einbeziehung der Ackerraine in die Intensivnutzung führt zu fehlender Insektennahrung in der Brutzeit, die zum Verhungern der Küken führen kann. Durch eine geringere Kräutervielfalt wird unter anderem eine geringere Resistenz gegenüber Krankheiten bewirkt. Auf Wiesen mit frühem Schnittzeitpunkt werden Hennen mitsamt dem Gelege totgemäht, da sie mit fortgeschrittener Brutperiode sehr fest auf ihren Eiern sitzen. Im Freilauf ausgeführte Hunde stellen auf asphaltierten und die Kulturlandschaft durchschneidenden Feldwegen eine oft permanente Störung dar, die das tägliche Aktivitätsmuster der Vögel erheblich durcheinanderbringt. Die gleiche Problematik tritt auch bei Sportflugzeugen auf. Aber auch die zunehmende Dichte von Prädatoren macht dem Rebhuhn, wie vielen anderen Bodenbrütern, zu schaffen.
Im Emsland und der Grafschaft Bentheim, wo das Rebhuhn weit verbreitet war, führte insbesondere die „Ödlandkultivierung“ zum kompletten Erlöschen der Bestände der Unterart Perdix p. shagnetorum, dessen Existenz in den dortigen Moor- und Heidegebieten jedoch umstritten ist, während die weit häufigere Perdix perdix vor allem durch die rapide Ausweitung des großflächigen Maisanbaus und das Verschwinden von Feldrainen und Uferböschungen in vielen Gemeinden nicht mehr anzutreffen ist.
Aufgrund der regionalen Seltenheit des Rebhuhns darf die Jagd in Deutschland nur noch durchgeführt werden, wenn ein Mindestbesatz durch Zählung nachgewiesen werden kann. Die Jagdzeit erstreckt sich über den Zeitraum vom 1. September bis zum 15. Dezember. Der Naturschutzbund Deutschland setzt sich seit vielen Jahren dafür ein, dass das Rebhuhn aus dem Jagdrecht entlassen wird, womit gleichzeitig die Pflicht zur Hege durch die Jägerschaft entfiele. Im Unterschied zur Wachtel, die bundesweit ganzjährig von der Jagd verschont bleibt, haben bisher nur einige Bundesländer auf die negative Bestandsentwicklung reagiert. Während in Berlin, Mecklenburg-Vorpommern und Sachsen die Jagdzeit für Rebhühner aufgehoben wurde, hatte man in Brandenburg die Bejagung freiwillig für drei Jahre ausgesetzt. In Baden-Württemberg und Schleswig-Holstein ist das Rebhuhn seit 2015 ebenfalls ganzjährig geschont. In Hessen war vom Jahr 2016 bis zum 31. Dezember 2019 die Bejagung ausgesetzt. In Bayern, Rheinland-Pfalz und Thüringen wurde die Jagdzeit auf zwei Monate verkürzt. Der Ökologische Jagdverein von Niedersachsen und Bremen fordert ein Verbot von Treibjagden und eine Reduzierung der Jagdzeit auf einen Monat. Im Jagdjahr 2015/2016 wurden in Nordrhein-Westfalen 523 Rebhühner erlegt, vierzig Prozent mehr als in der vorigen Jagdsaison. In Bayern wurden 1300 Rebhühner geschossen, das entspricht etwa fünfzig Prozent der deutschen Jagdstrecke, die bei 2683 lag.
In weitgehend intakten Lebensräumen kann dem Rebhuhn geholfen werden, indem konsequent auf Insektenvernichtungs- und Pflanzenbehandlungsmittel sowie auf Asphaltierung von Feldwegen verzichtet wird. Zudem sollten Hecken und Feldraine im ursprünglichen Zustand belassen und Brachflächen erhalten und sichergestellt werden. Weiterhin ist ein längeres Belassen von Stoppelfeldern förderlich, möglichst über den Winter hinweg. Schließlich sollte auf jegliche Bejagung verzichtet werden. Bedarf die Lebensraumsituation einer Verbesserung, müssen zusätzlich zu diesen Punkten noch Hecken und Feldraine neu angelegt werden. Außerdem ist die Anlage und der Schutz von mindestens fünf Meter breiten, ungenutzten Streifen entlang von Gewässern, Hecken, Wegrändern und zwischen Feldern notwendig. Um dieses Ziel zu erreichen, haben die Jägerschaften des Emslandes und der Grafschaft Bentheim einen Biotop-Fonds gegründet, um biotopverbessernde Maßnahmen durchzuführen. Dazu gehört u. a., Landwirte mit Hilfe von erprobten Saatgutmischungen und Codierungsmöglichkeiten für GAP-Anträge zu motivieren, mehrjährige Rückzugs- und Saumflächen auf ihren Flächen anzulegen.
In Niedersachsen, Schleswig-Holstein, Rheinland-Pfalz, Sachsen und Thüringen laufen Schutzprojekte der Jägerschaft. Prädatorenkontrolle wird in vielen Wiederansiedlungsprojekten als unterstützende Maßnahme empfohlen. Forscher und Jäger sind sich einig, dass die Politik für eine Kurskorrektur in der Energiepolitik sensibilisiert werden muss. Eine Chance besteht in der Initiative „Energie aus Wildpflanzen“: Streifen mit Wildkräutern lockern Raps-, Mais- und Getreidefelder auf. Sie bieten eine Vielfalt an Nahrung und Lebensraum für gefährdete Tierarten der Feldflur und können zudem für die Biogasproduktion eingesetzt werden.
Das Rebhuhn war Vogel des Jahres 1991. In weiten Teilen Deutschlands werden daher die oben beschriebenen Schutzmaßnahmen schon umgesetzt.

## Systematik

### Äußere Systematik
Das Rebhuhn ist morphologisch, anatomisch, ethologisch, genetisch und serologisch den Fasanenartigen (Phasianidae) zuzuordnen. Innerhalb dieser Familie wird es der Gattung der Rebhühner (Perdix) zugeordnet und ist eng mit dem Bartrebhuhn (Perdix daurica) und dem Tibetrebhuhn (Perdix hodgsoniae) verwandt. Alle drei Arten weisen folgende morphologische Ähnlichkeiten auf: Die erste Handschwinge ist länger als die sechste Handschwinge; die dritte bis fünfte Handschwinge sind am längsten und der Schwanz setzt sich aus 16 bis 18 gleich langen Steuerfedern zusammen. Der oval geformte Nasendeckel (Opercula) schützt die Nasenlöcher, ein Wachsring um die Augen (Rosenfeld) färbt sich während der Paarungszeit karminrot. Zudem weisen die Läufe keine Sporne auf.

### Innere Systematik
Nach ITIS gibt es acht Unterarten:
- Perdix perdix perdix ist die Nominatform. Sie besiedelt die  Britischen Inseln und Skandinavien über Frankreich und das zentrale und südöstliche Europa südwärts bis Nord-Griechenland, jedoch unter Ausschluss der Verbreitungsgebiete von P. p. sphagnetorum und P. p. hispaniensis.
- Perdix p. armoricana ist in Nordwest- und Zentral-Frankreich von der Bretagne und der Normandie bis in die Ardennen und die nördlichen und südliche Ausläufer des Zentralmassivs zu finden.
- Perdix p. canescens besiedelt die Türkei, den Kaukasus, Transkaukasien und den  nördlichen und nordwestlichen Iran.
- Perdix p. hispaniensis lebt in den Zentral-Pyrenäen, in Kantabrien und in der nordöstlichen Bergzone Portugals.
- Perdix p. italica besiedelt die Italienische Halbinsel.
- Perdix p. lucida lebt in Süd- und Mittel-Finnland ostwärts bis zum Ural und südwärts bis zum Schwarzen Meer, bis zur Krim und dem nördlichen Kaukasus.
- Perdix p. robusta lebt in der Kaspischen Senke im Bereich des Ural-Flusses ostwärts durch Kasachstan bis Südwest-Sibirien bis zum Altai, dem westlichen Sajangebirge und der Tuwa, südwärts bis zu den Kaspischen Küsten, dem Aral und Xinjiang im Nordwesten von China.
- Perdix p. sphagnetorum besiedelt die Moore im Nordosten der Niederlande und im Nordwesten von Deutschland.

Andere Quellen nehmen hingegen eine größere Anzahl von Unterarten an. So werden von Avibase neun Unterarten anerkannt. Raethel erkennt zwölf Unterarten an.
Aufgrund zahlreicher Einbürgerungsversuche und oft planloser Aussetzungen von Tieren, deren Herkunft nur in Ausnahmefällen genau dokumentiert ist, können heute viele systematische Fragen nicht mehr zweifelsfrei geklärt werden.

## Rebhuhn und Mensch

### Etymologie
Im Jahr 1758 bezeichnete Carl von Linné das Rebhuhn als Perdix perdix. Das altgriechische Wort perdix (πέρδιξ „Rebhuhn“) bezieht sich auf dessen charakteristische Laute. Die deutsche Bezeichnung „Rebhuhn“ (von mittelhochdeutsch rëphuon) ist aus dem Lautmalerischen „Repp“ und dem Wort „Huhn“ zusammengesetzt. Die an Reben erinnernde Schreibweise ist (neben verschiedenen mit „p“) schon seit dem Althochdeutschen bezeugt.

### Mythologie und Kult
Die bekannteste Version der Geschichte von Perdix (griechisch πέρδιξ „Rebhuhn“) findet sich in den Metamorphosen des Ovid, VIII 236-259. Als Neffe des berühmten Baumeisters Daidalos wird er von seiner Mutter, dessen Schwester, mit 12 Jahren zu seinem Onkel in die Lehre gegeben. Er beweist erstaunliches Talent und erfindet u. a. die Säge. Daidalos wird neidisch auf ihn und stürzt ihn schließlich von Athenes heiliger Burg hinunter. Doch die begabten Menschen sehr gewogene Athene fängt den Jungen auf und verwandelt ihn in ein Rebhuhn. Diese Metamorphose hat zugleich erklärende als auch mahnende Funktion. Perdix, das Rebhuhn, stellt daraufhin einen ständigen Vorwurf für den neidischen Daidalos dar. So scheint es Schadenfreude durch seine Laute auszudrücken, als Daidalos seinen Sohn Ikarus, der zu nah an der Sonne geflogen war, deren Hitze das Wachs seiner Flügel zum Schmelzen brachte, auf Ikaria begraben muss. In der älteren griechischen Literatur ist Perdix die Schwester des Daidalos; ihr Sohn heißt hingegen Talos.
Als magische Abwehrmittel gegen Dämonen, welche für Hysterie verantwortlich gemacht wurden, galten angebrannte Rebhuhnfedern.

### Fabeln, Märchen und Anekdoten
In Äsops Fabel Das Rebhuhn und die Hühner kauft ein Hühnerfreund ein Rebhuhn, das er auf seinem Hof mit seinem anderen Geflügel laufen lassen will. Doch die Hühner hacken und treiben es stets vom Fressen ab. Das Rebhuhn ist zunächst sehr betrübt, denn es glaubt, ihm geschehe diese Zurücksetzung, weil es fremd sei. Daraufhin zieht es sich in einen Winkel zurück. Als es jedoch sieht, dass sich die Hühner untereinander ebenso hacken, findet es Trost und denkt bei sich: Wenn diese schlechten Tiere Feindseligkeiten sogar gegen sich selbst ausüben, so werde ich wohl eine solche Behandlung mit Gleichmut ertragen können. Diesen Stoff greift Jean de La Fontaine in seiner Fabel Das Rebhuhn und die Hähne auf.
In der Fabel Der Mensch und das Rebhuhn will ein Mensch ein Rebhuhn schlachten, als dieses aufs kläglichste darum bittet, sein Leben zu schonen. Als Gegenleistung verspricht es, aus Erkenntlichkeit eine Menge Rebhühner in seine Netze locken. „Oh, wie schlecht ist das von dir,“ antwortet der Mensch, „und um so mehr will ich dich umbringen, weil du niederträchtig genug bist, um dich zu retten, deine Freunde ins Verderben zu stürzen.“
In dem Märchen aus Tausendundeiner Nacht Geschichte des Rebhuhns mit den Schildkröten ließ sich eines Tages wegen der großen Hitze ein Rebhuhn neben dem Nest der Schildkröten auf einer mit Bäumen bepflanzten, fruchtbaren Insel nieder. Da sie sich ihm gegenüber so freundlich zeigten, kehrte es jeden Abend wieder zu den Schildkröten zurück, die es liebten und nicht mehr den ganzen Tag lang entbehren wollten. Da das Rebhuhn ihnen auch sehr zugeneigt war, ging es auf ihren Vorschlag ein, sich alle Federn am Flügel einzeln mit dem Schnabel auszureißen, so dass es nicht mehr von den Greifvögeln im Flug ergriffen werden konnte. Als es sein Werk vollendet hatte, kam gerade ein Wiesel vorbei, sprang es an und zerriss es. Die Schildkröten, vor deren Augen dies geschah, weinten vor Mitleid. Als aber das Rebhuhn sie fragte, ob sie mit etwas anderem als mit Tränen ihm helfen könnten, sagten sie: „In Wahrheit, gegen ein solches Übel wissen wir nichts anderes zu tun.“ Da sagte das Rebhuhn: „Weinet nicht, ihr seid unschuldig, ich selbst habe mein Unglück herbeigezogen.“
In Ludwig Bechsteins Märchen Das Rebhuhn wird ein reicher Jude vom Schenk des Königs durch den Wald geleitet, der ihn dort im Beisein eines aufgeflogenen Rebhuhns ermordet und seinen Schatz raubt. Als der König ein Jahr später von seinem Schenk Rebhühner serviert bekam, musste dieser lachen und gab dem König eine falsche Ursache für sein Gelächter an. Vier Wochen später ließ der König ein Gastmahl mit viel Wein auftragen, bei dem auch der Schenk in fröhlicher Stimmung trunken wurde. Jener ergriff die Gelegenheit und fragte ihn erneut, der Lüge überführt, was denn der eigentliche Grund für sein Lachen gewesen wäre. Dabei erfuhr er, dass ein Rebhuhn aufgeflogen sei, als der Jude geschrien habe, die Vögel würden den verborgenen Mord offenbaren. Am nächsten Tag hielt der König Rücksprache mit seinem heimlichen Rat und ließ den Schenken am Galgen aufhängen.
In den Kinder- und Hausmärchen der Gebrüder Grimm fängt Der gestiefelte Kater aus Dankbarkeit für den Müllersohn mit einer Falle Rebhühner und bringt sie dem König, der gern Rebhühner isst. Das sei ein Geschenk seines Herrn, des Grafen. Der König bedankt sich mit Gold. Der Müllersohn macht sich derweil Vorwürfe, weil er sein letztes Geld für die Stiefel des Katers ausgegeben hatte, da kommt der Kater und gibt ihm das Gold. Der Kater fängt weiter Rebhühner und macht sich bei Hofe beliebt.
Gottfried August Bürger beschreibt in den Erzählungen des Barons Hieronymus von Münchhausen, wie dieser eine Kette Rebhühner mit einem Brotkrumen an einer Leine fängt und mit dieser Kette aufgereiht wie Perlen an einer Schnur zum Schloss zurückfliegt, wo er den Vögeln einem nach dem anderen den Hals umdreht und so sanft auf die Erde niedersinkt.
In der Anekdote Luthers Widersacher werden drei Rebhühner zum Zeichen der Reformation: In jenen Tagen saßen einmal zu Mühlhausen zwei Prälaten beim Mahl. Als die Zungen vom Wein gelöst waren, kamen sie auf Luthers Sache zu reden und verhandelten besonders über die Frage, ob die neue Lehre auch in Mühlhausen einziehen werde. Und wie sie so ungeduldig auf die nächste Schüssel warteten, zürnte der eine: „So wenig die drei Rebhühner davonfliegen, die man in der Küche eben am Spieße dreht, so wenig wird diese Ketzerei hier in unserer guten Stadt zur Macht gelangen!“ Aber siehe, kaum war das hochfahrende Wort gesprochen, da kam von der Küche her ein Flattern und Schnurren wie von aufgescheuchten Rebhühnern. Sie flogen durchs offene Fenster, rasteten auf einem Strebepfeiler der nahen Marienkirche und wurden da zum steinernen Wahrzeichen für alle Zeit.
Der Überlieferung zufolge sollte im 17. Jahrhundert in Trogen ein Jägerbursche bereits in der Frühe für seinen Herrn Christoph Abraham von Feilitzsch mit dem Netz Rebhühner fangen. Schlaftrunken ließ dieser jedoch einen brennenden Holzspan aus der Halterung fallen und entzündete das Stroh in seinem Bett. Der Schneesturm, der durch das Regnitztal fegte, entfachte rasch das Feuer und blies es auf die Dächer der umliegenden Höfe und auf das Dach der Kirche. Schließlich lagen Schloss, Kirche, Schule und 15 Gehöfte in Schutt und Asche. Beim Wiederaufbau entstanden die heutigen Baulinien an der Hauptstraße.

### Federwild und Volierenvogel
Rebhühner gelten bei Gourmets sowohl wegen ihrer Eier als auch wegen ihres Fleisches als Delikatesse und waren früher beim Adel eine beliebte Jagdbeute. Heute werden sie als Heim- oder Nutztiere gehalten. Wildfänge sind nach dem § 39 BNatSchG jedoch illegal. Bei Interesse geben Züchter Tiere ab. Die Weiterbildung durch geeignete Literatur vor der Anschaffung dieser Tiere ist notwendig.
Rebhühner können zutraulich werden, wenn sie artgerecht gehalten werden und sie genügend Pflege erfahren. Als Rebhuhnfutter eignet sich eine Kombination aus industriell hergestelltem, altersabhängigen Wild- und Ziergeflügelfutter mit Einsaaten aus den mit Pflanzen bestückten Volieren. Zusätzlich wird empfohlen, Wildackermischungen mit hohem Lupinenanteil in die Volieren einzusäen. Alttiere benötigen zusätzlich die Beimischung von Weizenkörnern. Jedem adulten Tier sind mindestens 4 Quadratmeter zuzugestehen. Häufig treten in der Haltung und Zucht Krankheiten wie Rotwurmbefall oder Mykoplasmen auf. Sie können mit baumbewohnenden Vögel wie Tauben und Gimpeln gemeinsam gehalten werden, nicht aber mit anderen Hühnervögeln, da sie selbst größere Fasane während der Brutzeit attackieren.

### Weiteres
Ein Asteroid des äußeren Hauptgürtels wurde am 2. Februar 1999 nach dem Rebhuhn (wissenschaftlicher Name Perdix perdix) (8758) Perdix benannt. Zum Zeitpunkt der Benennung des Asteroiden befand sich das Rebhuhn auf der niederländischen und europäischen Roten Liste gefährdeter Arten.